# Jatropha capensis
Jatropha capensis är en törelväxtart som först beskrevs av Carl von Linné d.y., och fick sitt nu gällande namn av Otto Wilhelm Sonder. Jatropha capensis ingår i släktet Jatropha och familjen törelväxter. Inga underarter finns listade i Catalogue of Life.